# آتنا ۸۸۱

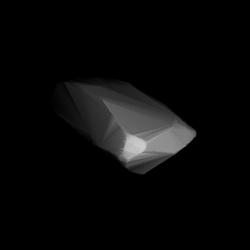
مدل سه‌بُعدی سیارک آتنا ۸۸۱ بر اساس منحنی نور آن

سیارک ۸۸۱ (به انگلیسی: 881 Athene، نامگذاری:1917CL) هشتصد و هشتاد و یکمین سیارک کشف شده‌است که در ۲۲ ژوئیه ۱۹۱۷ و در هایدلبرگ کشف شد.
قدر مطلق سیارک برابر ۱۰٫۳۰ است.